# 99070 Strittmatter
99070 Strittmatter este un asteroid din centura principală de asteroizi.

## Descriere
99070 Strittmatter este un asteroid din centura principală de asteroizi. A fost descoperit pe 22 martie 2001 la Junk Bond Observatory de David Healy (astronom). Asteroidul prezintă o orbită caracterizată de o semiaxă mare de 3,24 ua, o excentricitate de 0,05 și o înclinație de 11,0° în raport cu ecliptica.